# Guldmullvadar
Guldmullvadarna (Chrysochloridae) är en familj i djurklassen däggdjur som lever i södra Afrika. Det finns ca 20 arter i 9 släkten. Deras byte är huvudsakligen underjordiska insekter. Familjen indelas i underfamiljerna Amblysominae och Chrysochlorinae.
Det vetenskapliga namnet är bildat av de grekiska orden för guld och ljusgrönt. Det syftar på den reflekterande skuggan som ofta finns på pälsen.

## Kännetecken
Guldmullvadarna har korta ben med kraftfulla grävklor och mycket tät päls. De har kvar ögon, men dessa är inte längre funktionella och är täckta av hud och päls. Öronen är enbart mycket små öppningar och de har en flik för att skydda näsborrarna.
De varierar i storlek från runt 8 till 23 cm. Små arter väger 16 till 30 g och stora arter når en vikt av 125 g. De har kraftiga axelpartier och ett förstorat tredje finger för bättre grävförmåga; femte fingret är helt försvunnet, och enbart rester återstår av det första och fjärde. Vid alla kvarvarande fingrar finns klor. På bakbenen finns fortfarande alla tår. De är sammanlänkade med en membran.
Pälsen är hos släktet jätteguldmullvadar (Chrysospalax) grov och hos alla andra familjemedlemmar mjuk och len.
Tandformeln är I 3/3 C 1/1 P 3/3 M 2-3/2-3, alltså 36 till 40 tänder. Tänderna är små och spetsiga.

## Utbredning och habitat
Guldmullvadar förekommer bara i Afrika söder om Sahara och där främst i kontinentens sydligaste delar. I republiken Sydafrika lever nästan hälften av alla arter.
Habitatet är beroende på art. Några arter som Eremitalpa granti lever i torra ökenområden men de flesta arterna finns i skogar, savanner och på gräsmark. Ofta har arterna ett begränsat utbredningsområde.

## Levnadssätt
Det är inte mycket känt om arternas levnadssätt. Rubrikens uppgifter gäller huvudsakligen för släktena Chrysochloris och Amblysomus som är mera kända och det antas att de andra släkten har liknande beteende.
Guldmullvadar lever nästan uteslutande under marken. För att gräva har de skarpa klor och de använder även nosen som har ett läderartat hölje. Vissa arter gräver sig per dag 4 till 12 meter fram. Hottentott-guldmullvaden skapar ibland 72 meter långa tunnlar per dygn och Grants ökenguldmullvad kommer ännu längre. Gångarna skapas ofta i två lager. I tunnlarna av övre lagret som vanligen ligger tät under markytan letar de efter föda. Djupare tunnelsystem med större bon används för att vila och för ungarnas uppfostran. Hos andra arter i familjen är gångarna inte fasta, de faller ihop efter guldmullvaden. För en del arter är bekant att de delar gångarna med mullvadsgnagare eller med egentliga öronråttor.
Som flera andra djur som lever under marken finns hos guldmullvadar inga särskilda aktivitetstider, de kan vara aktiva på dagen och på natten. När temperaturen blir för kall eller när tillgången till födan minskar faller de i ett stelt tillstånd (torpor) som liknar letargi. Hos vissa arter anpassar sig djurets temperatur nästan helt jordens temperatur.
De flesta guldmullvadar lever ensamma och har ett revir. Träffas två individer uppstår strider där de knuffar eller biter mot varandra. Under striden utstöter de höga läten. Bara hos arter i släktet jätteguldmullvadar finns individer som lever i grupp.

### Föda
Födan hittas vanligen under markytan. Bara ett fåtal arter vistas ibland ovanpå markytan (till exempel efter mycket nederbörd) för att leta efter byten. De äter främst ryggradslösa djur som insekter och deras larver samt daggmaskar. Några arter äter även mindre ryggradsdjur som skinkar. Gångarna som används för att leta efter föda är ofta synliga som långsträckta åsar i markytan.

### Fortplantning
Enligt aktuell bedömning har vissa arter en särskild parningstid. Andra har förmåga att para sig hela året. Före parningen trampar hannen med foten på marken och följer efter honan. Parningsleken innefattar även några drillande och gräshoppsliknande kratsande läten. För arten Amblysomus hottentotus är det känt att hannens intensiva frierier i vissa fall har honans död till följd.
Före födelsen polstrar honan bon med gräs. Dräktigheten varar i 4 till 6 veckor och sedan föds ett till tre ungdjur (vanligen två). Ungarna saknar hår och är utrustade med mjuka klor men de växer snabba. Efter två till tre månader är ungarna självständiga och de fördrivas sedan ur bon.

### Naturliga fiender
Guldmullvadarna jagas av ormar som mullvadssnok (Pseudaspis cana) samt av kattdjur och hunddjur. Guldmullvadar som vistas ovanpå markytan har förvånansvärd bra förmåga att rusa tillbaka till bon. För arter i släktet Cryptochloris är det känt att de spelar död.

## Systematik
Familjen guldmullvadar delas vanligen i två underfamiljer med tillsammans 9 släkten:
- Amblysominae
  - Amblysomus, med bland annat hottentott-guldmullvad
  - Calcochloris, med bland annat gul guldmullvad
  - Neamblysomus
- Chrysochlorinae
  - Carpitalpa
  - Chlorotalpa
  - Chrysochloris
  - Jätteguldmullvadar (Chrysospalax)
  - Cryptochloris
  - Grants ökenguldmullvad (Eremitalpa)

## Bevarandestatus
IUCN listar en art som akut hotad, 4 arter som stark hotade, 5 arter som sårbar och 2 arter som nära hotad. Huvudanledningen är att deras habitat i stor omfattning tagits i bruk som jordbruksmark, samt påverkan från hundar och katter.